# Timotes parvum
Timotes parvum är en insektsart som beskrevs av Roberts 1937. Timotes parvum ingår i släktet Timotes och familjen gräshoppor. Inga underarter finns listade i Catalogue of Life.